# Kalianget (Wonosobo)
Kalianget is een bestuurslaag in het regentschap Wonosobo van de provincie Midden-Java, Indonesië. Kalianget telt 6454 inwoners (volkstelling 2010).